# Ebersmunster
Ebersmunster (deutsch Ebersmünster, früher Ebersheim-Münster;  elsässisch Awerschmínster) ist eine 557 Einwohner (Stand 1. Januar 2021) zählende französische Gemeinde im Département Bas-Rhin in der Region Grand Est (bis 2015 Elsass). Die Gemeinde ist Mitglied der Communauté de communes de Sélestat.

## Geographie
Die Gemeinde liegt im Unterelsass an der Ill, etwa 40 Kilometer südlich von Straßburg und etwa 30 Kilometer nördlich von Colmar. Nachbargemeinden sind Kogenheim im Norden, Hilsenheim im Osten, Muttersholtz im Südosten, Sélestat (Schlettstadt) im Südwesten und Ebersheim im Westen.

## Geschichte
Der Ort wurde im Jahr 725 als Villa Ebrotheim erwähnt.
Auf dem Gebiet der heutigen Gemeinde, auf einer Insel in der Ill namens Noviento, siedelten schon die Kelten, wie Funde belegen. In römischer Zeit führte eine Militärstraße nach Straßburg, dem Standort einer Legion, in der Nähe vorbei. Nach Auskunft der in diesem Punkt nicht sehr zuverlässigen Chronik soll sich auf der Insel ein Heiligtum der Göttin Diana befunden haben.
Das Kloster Ebersmünster soll um 675 von Deodat von Nevers mit Unterstützung des Frankenkönigs Chilperich II. gegründet worden sein. Im 9. Jahrhundert schloss es sich  dem Benediktinerorden an. Im Lauf der Jahrhunderte entstand um das Kloster herum der Ort Ebersmünster, dessen Geschichte eng mit der Geschichte der Abtei verknüpft ist.
Die Ortschaft gehörte früher zum Territorium des Domkapitels Straßburg im Heiligen Römischen Reich. Nach der Zerstörung der Abtei während des Dreißigjährigen Kriegs wurde sie wieder aufgebaut. Im Jahr 1680 wurde das Territorium des Domkapitels Straßburg im Rahmen der sogenannten Reunionspolitik Ludwigs XIV. nach Beschlüssen der Reunionskammern von Breisach und Metz
vom Königreich Frankreich annektiert.
Im Zuge der französischen Revolution wurde das Kloster 1791 aufgelöst, die Klostergüter fielen an den Staat. Die Kirche wurde Pfarrkirche, die Konventsgebäude dienten unterschiedlichen Zwecken, ab 1829 als Schule der Marianisten.
Durch den Frankfurter Frieden vom 10. Mai 1871 kam das Gebiet an das Reichsland Elsaß-Lothringen, und das Dorf wurde dem Kreis Schlettstadt im Bezirk Unterelsass zugeordnet.
Nach dem Ersten Weltkrieg musste die Region aufgrund der Bestimmungen des Versailler Vertrags 1919 an Frankreich abgetreten werden. Im Zweiten Weltkrieg war die Gegend von der deutschen Wehrmacht besetzt, und das Dorf stand bis 1944 unter deutscher Verwaltung.
| Jahr          | 1962 | 1968 | 1975 | 1982 | 1990 | 1999 | 2009 | 2018 |
| Einwohner     | 409  | 436  | 407  | 434  | 445  | 435  | 460  | 525  |
| Quelle: INSEE |      |      |      |      |      |      |      |      |

## Abteikirche Ebersmunster

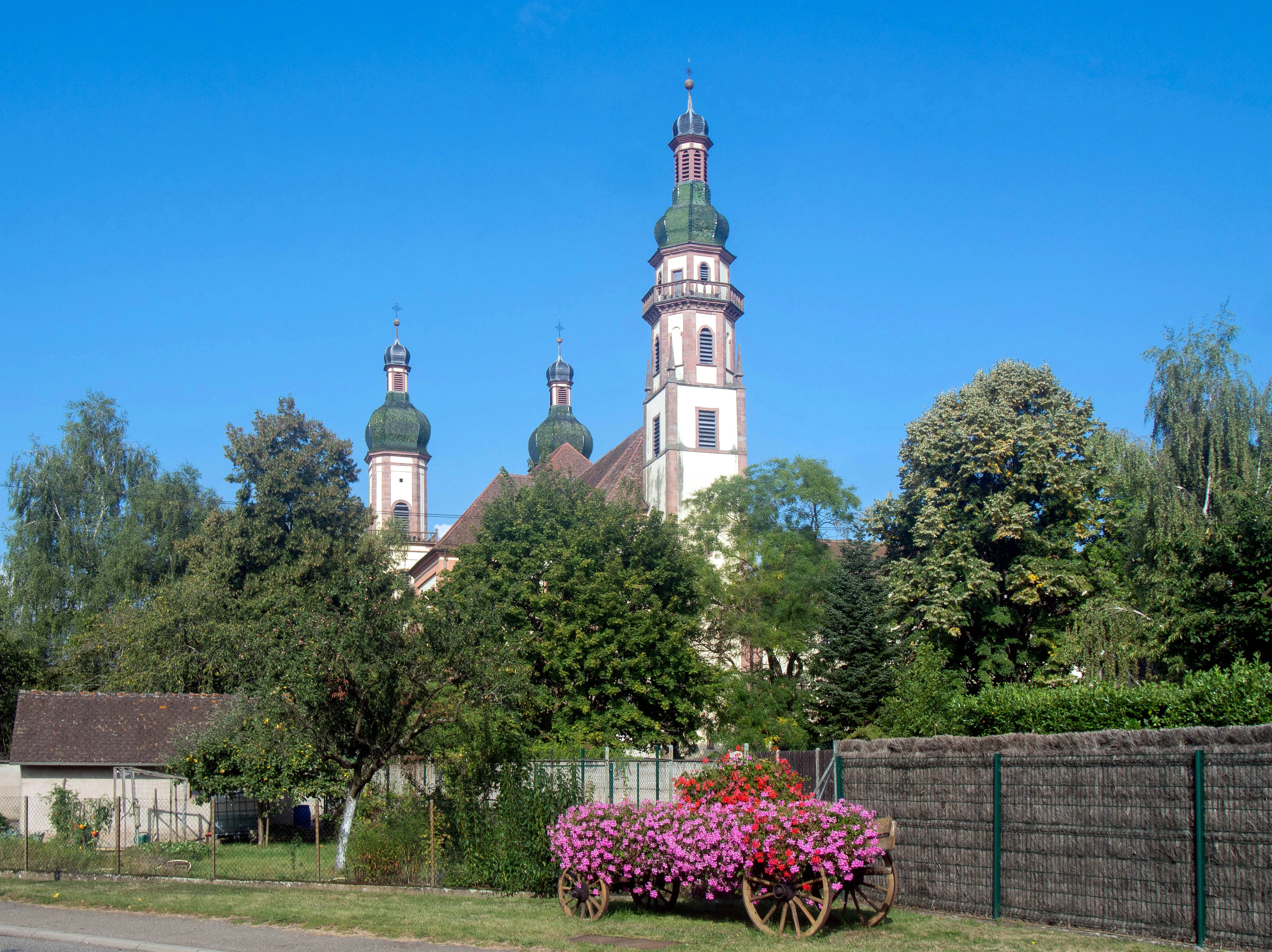
Abteikirche aus anderer Perspektive

Bemerkenswert ist die dreitürmige ehemalige Abteikirche St. Mauritius, ein Werk des Vorarlberger Architekten Peter Thumb. Das nach einem Brand der Vorgängerkirche neu erbaute und 1727 vollendete Gotteshaus gilt als eine der schönsten Barockkirchen im Osten Frankreichs. In der Kirche befindet sich eine 1730–1732 von Andreas Silbermann gebaute Orgel, die zu den am besten erhaltenen Werken des berühmten Orgelbauers gehört. Sie wurde 1997–1999 sorgfältig restauriert. 
Jedes Jahr wird von Mai bis Juli in der Abteikirche eine Konzertreihe veranstaltet, Les Heures Musicales d’Ebersmunster, deren Ertrag der Restaurierung der Kirche zugutekommt.

## Verkehr
Der nächstgelegene Bahnhof befindet sich im weniger als drei Kilometer entfernten Ebersheim an der Bahnstrecke Straßburg–Basel. Der Radwanderweg Nr. 14 Véloroute de l’Ill – partie Nord zwischen Sélestat und Straßburg tangiert Ebersmunster.

## Gemeindepartnerschaft
Partnergemeinde von Ebersmunster in Deutschland ist St. Peter im Hochschwarzwald.

## Nachweise
1. ↑  Franz Xaver Kraus: Kunst und Alterthum in Elsass-Lothringen. Beschreibende Statistik. Band I: Unter-Elsass, Friedrich Bull, Straßburg 1876, S. 50 (Google Books).
2. ↑  Dorothée Eggenberger-Billerbeck: Die ehemalige Benediktinerkirche Ebersmünster. Ein Beitrag zur Vorarlberger Barockbaukunst. Dissertation, Haguenau 1974, S. 165
3. ↑   Die alten Territorien des Elsaß nach dem Stand vom 1. Januar 1648. Mit Ortsverzeichnis und zwei Kartenbeilagen. Statistische Mittheilungen über Elsaß-Lothringen, Heft 27. Herausgegeben vom Statistischen Bureau für Elsaß-Lothringen. Verlag M. DuMont-Schauberg, Straßburg 1896, S. 111–112 (Google Books).
4. ↑  Maximilian du Prel: Die Deutsche Verwaltung in Elsass-Lothringen 1870-1879. Denkschrift mit Benutzung amtlicher Quellen. Karl J. Trübner, Straßburg 1879, S. 7, Ziffer II.2 (Google Books).
5. ↑  Hermann Schulze, Lehrbuch des deutschen Staatsrechtes. Zweites Buch: Das deutsche Reichsstaatsrecht. Breitkopf & Härtel, Leipzig 1886, S. 355–356 (Google Books).
6. ↑  Website der Gemeinde – Histoire (Memento des Originals vom 16. Juni 2016 im Internet Archive)  Info: Der Archivlink wurde automatisch eingesetzt und noch nicht geprüft. Bitte prüfe Original- und Archivlink gemäß Anleitung und entferne dann diesen Hinweis.
7. ↑  Alsace à vélo – Radfahren im Elsass. (PDF; 6,7 MB) Abgerufen am 18. August 2020 (Radwanderkarte).
8. ↑  Jumelages France - Bade-Wurtemberg. Abgerufen am 18. August 2020 (französisch).